# Lelio Carani
Lelio Carani (Reggio Emilia, ... – dopo 1551) è stato un letterato e traduttore italiano.

## Biografia
Lelio Carani passò gran parte della sua vita a Firenze, dove ha pubblicato la traduzione dei Proverbi di Erasmo da Rotterdam, 1550; di Sallustio, 1550, degli Amori di Ismenio, 1550, e del IV tomo delle Erotica græca, pubblicato nel 1816; della Tattica e degli Stratagemmi di Polieno, 1552.
L'historia di C. Crispo Sallustio nuouamente per Lelio Carani tradotta, 1550.